# Município de Upper Creek (condado de Burke, Carolina do Norte)
Localização da Carolina do Norte nos E.U.A.
O município de Upper Creek (em inglês: Upper Creek Township) é um localização localizado no  condado de Burke no estado estadounidense da Carolina do Norte. No ano 2010 tinha uma população de 1.180 habitantes.

## Geografia
O município de Upper Creek encontra-se localizado nas coordenadas 35° 51′ 31,46″ N, 81° 48′ 41,38″ O.